# Терман, Эдмунд фон
Барон Вильгельм Эмиль Эдмунд Фрайхерр фон Терман (Терманн) (нем. Edmund von Thermann; 6 марта 1884 , Кёльн — 27 февраля 1951, Бонн) — немецкий дипломат, член НСДАП, бригаденфюрер СС (20.04.1942). Доктор юридических наук (1943).

## Биография
Сын судьи Верховного суда. Изучал право в Лозаннском, Гейдельбергском и Берлинском университетах.
В 1906—1907 годах — референт военного суда, затем правительственный референт в Мерсбурге.
С 1913 года — на дипломатической службе в посольствах Германской империи в Париже, атташе в Мадриде и Брюсселе.
Участник Первой мировой войны с августа 1914 г. 5 ноября 1914 г. близ Кёнигсберга лейтенант Терман был ранен и взят плен русскими войсками. В январе 1918 года вернулся на родину и вновь поступил на службу в МИД. С 1919 года работал советником посольства в Будапеште, с 1921 года — в Вашингтоне (США). В 1923—1925 годах — в центральном аппарате МИДа. С 1925 по ноябрь 1932 года был генеральным консулом в Данциге.
Во время парламентских выборов в Германии (1933) поддержал НСДАП.
Член НСДАП. Координировал свои действия с кабинетом Гитлера. В сентябре 1933 года вступил в СС. Гиммлер лично присвоил ему звание унтерштурмфюрера.
С декабря 1933 по июль 1942 года — посланник, затем посол Рейха в Буэнос-Айресе (Аргентина). В мае 1936 года получил ранг посла.
В 1937 году принял участие во Всемирном евхаристическом конгрессе в Буэнос-Айресе.
После еврейских погромов в Германии в ноябре 1938 г. Терман потребовал от аргентинского правительства прекратить иммиграцию еврейских беженцев в Аргентину, так как опасался за свою личную безопасность.
В декабре 1941 года правительство Аргентины объявило Эдмунда фон Термана персоной нон грата. В 1942 году Терман вернулся на родину и ушел из МИДа, чтобы присоединиться к Ваффен СС. С 20.04.1942 года — бригаденфюрер СС.
В 1944—1945 годах был прикомандирован к Фольксдойче Миттельштелле.